# Gian Girolamo Zannichelli
Gian Girolamo Zannichelli, auch Giovanni Gerolamo Zannichelli (* April 1661 in Spilamberto, Modena; † 11. Februar 1729) war ein italienischer Pharmakologe, Botaniker und Naturwissenschaftler. Sein offizielles botanisches Autorenkürzel lautet „Zannich.“.

## Leben und Wirken
Gian Girolamo Zannichelli ist der Sohn von Antonio Zannichelli. Nach einer ersten Ausbildung in Modena ging er zu weiteren Studien nach Venedig und wurde 1684 am Collegio degli Speziali, einer bekannten Lehranstalt für Pharmazie, aufgenommen.
Zwei Jahre später gründete er in Santa Fosca seine eigene Spezieria, eine damals übliche Kombination aus Gewürzhandlung und Apotheke. Giovanni Battista Morgagni erlernte dort bei ihm die Grundlagen der Chemie. 1701 veröffentlichte Zannichelli Promptuarium Remediorum Chymicorum, eine Zusammenstellung über die Herstellung von über 100 Arzneien aus tierischen, pflanzlichen und mineralischen Bestandteilen.
1702 erhielt er von Francesco Farnese, dem Herzog von Parma ein Ehrendiplom in Medizin, Chirurgie und Chemie. Durch seine wachsenden Anerkennung, aber auch durch seinen wirtschaftlicher Erfolg, der u. a. auf der Herstellung und Vermarktung der Pillole di Santa Fosca (Santa Fosca Pille) beruhte, konnte er sich weiteren wissenschaftlichen Studien widmen. Dabei interessierten ihn zunächst die Paläontologie und die Mineralogie.
1710 unternahm er Exkursionen in die Berge von Vicenza und Verona und sammelte dabei zahlreiche fossile Muscheln, Pflanzen und Fische. Ein Jahr später stellte er diese Funde zusammen mit weiteren Stücken aus Portugal, der Schweiz, Griechenland, Savoyen und anderen Provinzen Italiens erstmals öffentlich aus. 1712 folgte eine weitere Ausstellung, bei der der Schwerpunkt auf Kristallen, Steinen und Mineralien lag, die aus Sachsen und anderen Teilen Deutschlands, aus Böhmen, Ungarn, Norwegen, von den Inseln Korsika und Elba sowie aus Tirol und Italien stammten.
Zeit seines Lebens hatte Zannichelli großes Interesse an Botanik. Er stand in engem Kontakt mit Pier Antonio Micheli und Bartolomeo Martini (1676–1720). Während seiner Exkursionen, z. B. mit Pietro Stefanelli in den Bergen um Feltre, sammelte er auch zahlreiches Pflanzenmaterial. Bei der Erstbesteigung des Monte Cavallo, die er am 3. Juli 1726 gemeinsam mit Pietro Stefanelli vollbrachte, stürzte er ab und erholte sich von den Folgen des Absturzes nicht mehr. Die Ergebnisse seiner botanischen Sammelreisen wurden erst nach seinem Tod von seinem Sohn Gian Jacopo Zannichelli (1695–1759) unter dem Titel Opuscula botanica (1730) veröffentlicht.
Sein Sohn überließ 1759 die naturhistorische Sammlung seines Vaters der Universität Padua.

## Ehrentaxon
Carl von Linné benannte ihm zu Ehren die Gattung Zannichellia der Pflanzenfamilie der Laichkrautgewächse (Potamogetonaceae).

## Schriften (Auswahl)
- Promptuarium remediorum chymicorum. Venedig 1701.
- De ferro ejusque nivis præparatione : dissertatio physico-chymica, in qua varia de ipso metallo explicantur. Venedig 1713.
- De Myriophyllo pelagico, aliaque marina plantula anonyma... Venedig 1714.
- Variorum fossilium apparatus, ex collectaneis I.H. Zannichelli... Venedig 1720.
- De lithographia duorum montium Veronensium, unius nempe vulgo dicti di Boniolo, et alterius di Zoppica... Venedig 1721.
- Ex naturae gazophylacio penes Joannem Hieronymum Zannichelli. Venedig 1726.
- De quodam insecto a quatili epistola illustrissimo Domino Carolo Nicolao Langio. Venedig 1727.
- De Rusco ejusque medicamentosa praeparatione... Venedig 1727.
- Opuscula botanica posthuma : Iter primum per Istriam et insulas adjacentes. Secundum Montis Caballi, ibique stirpium nascentium descriptio. Tertium stirpium in Monte Vettarum agri Feltrini sponte nascentium descriptio. Quartum plantarum Montis Summani agri Vicentini descriptio. Quintum per Montes Euganeos. J.J. filio in lucem edita... Venedig 1730. – posthum
- Istoria delle piante che nascono ne'lidi intorno a Venezia... Venedig 1735. – posthum

## Nachweise